# Typ 87 Chu-MAT
Die Typ 87 Chu-MAT ist eine japanische lasergelenkte Panzerabwehrlenkwaffe, die zusammen mit der Typ 79 Jyu-MAT in Dienst gestellt wurde, um die obsolete Typ 64 MAT zu ersetzen. 

## Geschichte
Die Entwicklung begann 1976, der erste Prototyp des Gesamtsystems wurde 1985 fertiggestellt. Truppen der Bodenselbstverteidigungsstreitkräfte werden seit 1989 mit ihm ausgerüstet. Das System besteht aus einem Starter, einem Laserzielmarkierer und zwei schweren Tripods.
2007 wurde bekannt, dass das Technical Research and Development Institute (TRDI) eine Nachfolgewaffe entwickelt, die als Shin Chu-MAT bezeichnet wird.

## Technik
Das System ähnelt in jeder Hinsicht der 9K135 Kornet, ist allerdings weniger leistungsfähig. Als Besonderheit können Starter und Laserzielmarkierer auf unterschiedliche Tripods montiert werden, der Starter wird somit ferngesteuert. Beide Einheiten dürfen maximal 200 Meter voneinander entfernt sein.
Die Waffe kann auch auf einen Geländewagen Mitsubishi Typ 73 oder einen Komatsu LAV montiert werden.